# Upselaspis caparti
Upselaspis caparti is een zeekommasoort uit de familie van de Bodotriidae. De wetenschappelijke naam van de soort is voor het eerst geldig gepubliceerd in 1951 door Fage.